# Synchiropus rameus
Espèce
Le Mandarin branchu ou poisson-mandarin branchu (Synchiropus rameus) est un petit poisson d'eau de mer du genre Synchiropus appartenant à la famille des Callionymidés.